# Конантре Ворфроа
Конантре Ворфроа (фр. Connantray-Vaurefroy) насеље је и општина у североисточној Француској у региону Шампањ-Арден, у департману Марна која припада префектури Еперне.
По подацима из 2011. године у општини је живело 184 становника, а густина насељености је износила 6,38 становника/km². Општина се простире на површини од 28,83 km². Налази се на средњој надморској висини од 89 метара.

## Демографија
| 1962. | 1968. | 1975. | 1982. | 1990. | 1999. | 2011. |
| ----- | ----- | ----- | ----- | ----- | ----- | ----- |
| 182   | 210   | 173   | 173   | 166   | 159   | 184   |

График промене броја становника у току последњих година